# Química de superfícies

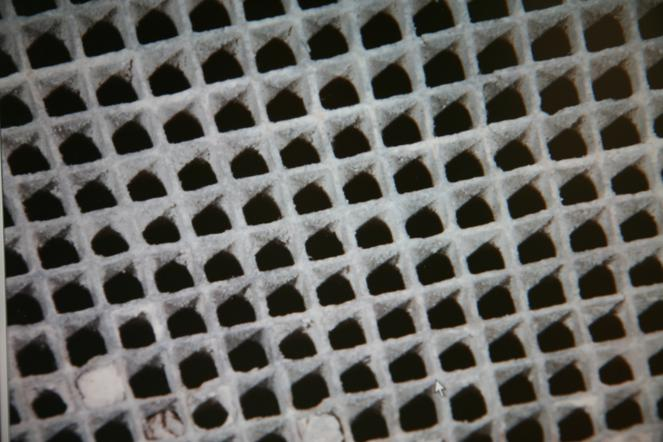
Catalitzador d'un cotxe

La química de superfícies és una branca de la química física que es dedica fonamentalment en l'estudi químic-físic de les interfícies derivades dels tres estats de la matèria: sòlid, líquid i gas.
Quan s'aborda l'estudi d'un sistema compost per diverses fases és freqüent que hom ignori les zones de contacte entre les diferents fases o interfícies. Generalment aquestes interfícies estaran compostes per un nombre molt petit de molècules si es compara amb el si de les diferents fases i, per tant, l'aproximació d'ignorar les interfícies estarà justificada. No obstant això, hi ha moltes situacions en què és la interfície la que determina el comportament i propietats del sistema que s'estudia. Corrosió, lubrificació, catàlisi heterogènia, detergència, sistemes col·loidals, processos electroquímics, membranes biològiques, etc., són algunes de les situacions en què la interfície resulta ser determinant.

## Història

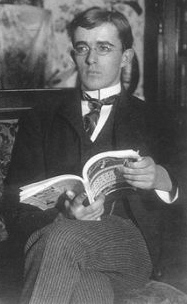
Irving Langmuir al voltant del 1900

L'inici de l'estudi de les superfícies se situa en l'any 1774 quan el científic nord-americà Benjamin Franklin (1706-1790) realitzà un experiment que consistí a escampar una cullerada d'oli d'oliva damunt les aigües de l'estany de Clapham Common, al sud de Londres, davant membres de la Royal Society. L'oli produí quasi instantàniament la desaparició de les ones damunt les aigües que cobria i s'estengué deixant una gran superfície en calma i brillant com un mirall. Amb les dades donades per Franklin hom pot calcular que la capa d'oli tenia una gruixa d'uns 2,4 nm, que és aproximadament la mida d'una molècula d'àcid oleic, per la qual cosa es tracta d'una monocapa o capa unimolecular. El meteoròleg anglès John Aitken (1837-1919) explicà que aquest fenomen era degut a la variació de la tensió superficial produïda per la capa d'oli. El nord-americà Irving Langmuir (1881-1957), que treballava en el laboratori d'investigació de la General Electric a Schenectady, desenvolupà la teoria de les monocapes a partir dels seus estudis de gasos absorbits sobre superfícies de tungstè i de platí amb l'objectiu de millorar els filaments de les bombetes de llum. El 1918 desenvolupà les equacions que relacionen la quantitat de gas adsorbit sobre una superfície i la pressió del gas (isotermes d'adsorció de Langmuir). Per aquests treballs, en els quals tingué un paper destacat la seva col·laboradora Katharine Burr Blodgett (1898-1979), aconseguí el Premi Nobel de Química el 1932. El 1938 Stephen Brunauer (1903-1986), Paul H. Emmett (1900-1985) i Edward Teller (1908-2003) modificaren les equacions de Langmuir per a adaptar-les a l'adsorció de multicapes (equacions d'adsorció de BET).

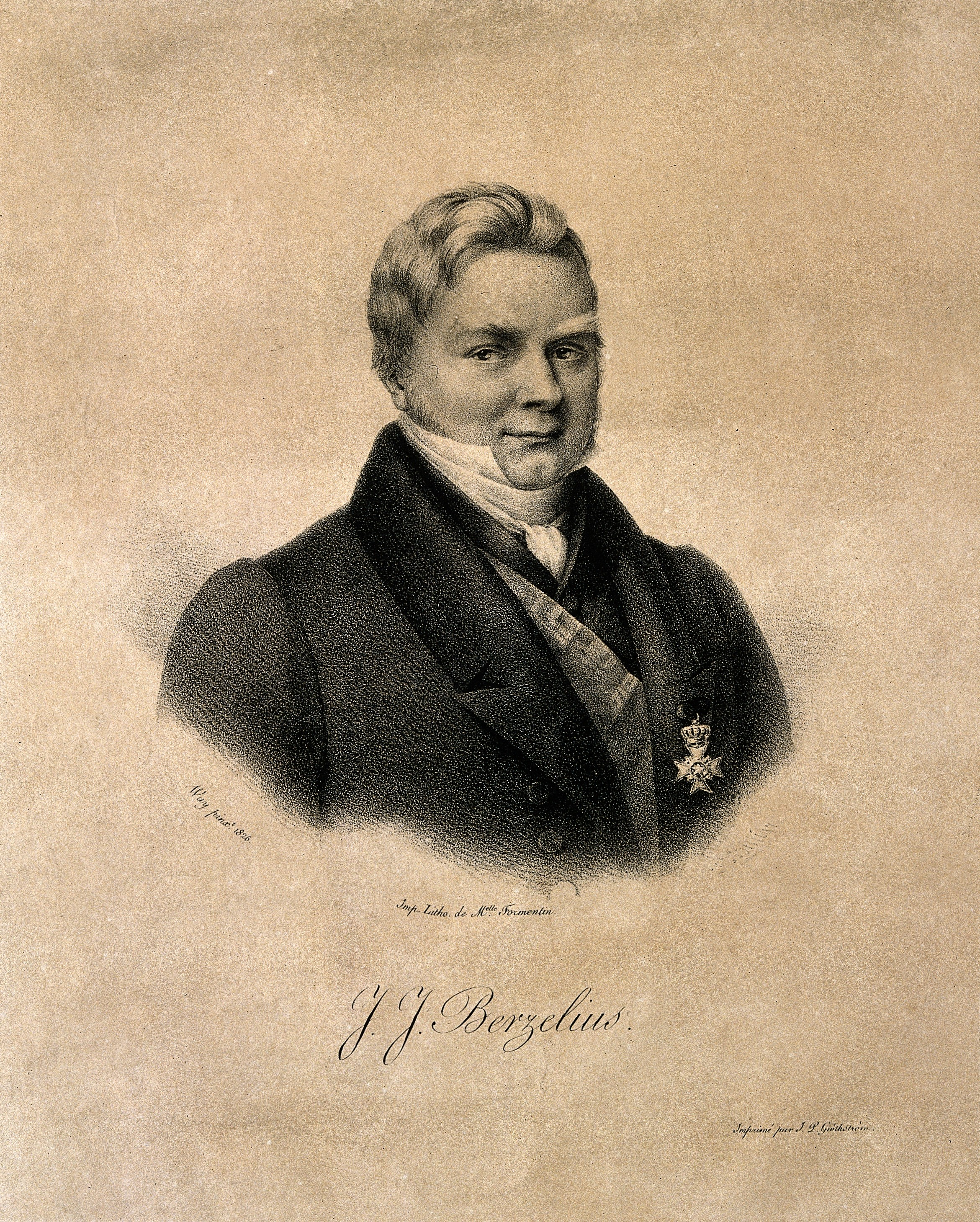
Jöns Jacob Berzelius

L'interès per la catàlisi heterogènia s'inicià amb el descobriment de l'anglès Edmund Davy (1785-1857) que demostrà el 1820 la ràpida oxidació d'etanol a temperatura ambient en contacte amb platí finament dividit; el 1822 el químic alemany Johann Wolfgang Döbereiner (1780-1849) observà la catàlisi de la reacció de formació de l'aigua a partir d'hidrogen i oxigen sobre la superfície de platí; Joseph Henry (1797-1878) descobrí que algunes substàncies inhibien les propietats catalítiques del platí el 1825; l'industrial anglès Peregrine Phillips patentà el primer procés industrial amb catàlisi heterogènia, l'oxidació del diòxid de sofre sobre platí el 1831; Michael Faraday (1791-1867) estudià les propietats del platí com a catalitzador de l'oxidació de l'hidrogen; fins que Jöns Jacob Berzelius (1779-1848) el 1935 assolí l'explicació correcta del fenomen i publicà una revisió de tots els estudis anteriors.
Les tecnologies basades en la catàlisi sobre superfícies aparegueren en el període 1860-1912: procés Deacon d'obtenció de clor a partir de clorur d'hidrogen i oxigen de l'industrial anglès Henry Deacon (1822-1876), oxidació del diòxid de sofre a triòxid de sofre per Messel el 1875, reacció del metà amb vapor d'aigua que produeix monòxid de carboni i hidrogen el 1888 per Ludwig Mond (1839-1909), l'oxidació de l'amoníac per obtenir àcid nítric de Friedrich Wilhelm Ostwald el 1901, la hidrogenació de l'etè per Paul Sabatier (1854-1941) el 1902 i la síntesi de l'amoníac per Fritz Haber (1868-1934) i Paul Alwin Mittasch (1869-1953) entre 1905 i 1912.
El 1877 el nord-americà Josiah Willard Gibbs (1839 -1903) desenvolupà la termodinàmica de superfícies. Molts dels laboratoris acadèmics i industrials dedicaren part dels seus esforços en aquesta nova branca de la química. Ja en el segle xx, en la dècada dels cinquanta s'obtingué nova informació de les superfícies gràcies al microscopi electrònic i es desenvoluparen noves aplicacions especialment a les refineries de petroli i en les indústries de producció de reactius químics. Les noves aplicacions de la química de superfícies no s'han aturat i actualment és una de les branques de la química que més es desenvolupa, especialment en el camp de l'alta tecnologia.